# Decktaxe
Die Decktaxe ist ein Begriff aus der Tierzucht und bezeichnet das Entgelt, das der Besitzer des weiblichen Tieres für das Decken an den Besitzer des männlichen Tieres bezahlt.

## Pferdezucht

### Vollblutzucht
In der Zucht des Englischen Vollblutpferdes wird die Decktaxe eines Hengstes von vielen Faktoren beeinflusst, von denen nachfolgend einige genannt werden:
Bei einem jungen Hengst, der von der Rennbahn ins Gestüt wechselt, richtet sich die Decktaxe zunächst einmal nach den gezeigten Leistungen auf der Rennbahn und nach seiner Abstammung. Je besser die Rennleistungen und je besser die Elterntiere des Hengstes, umso höher seine Decktaxe zu Beginn seines Einsatzes als Deckhengst.
Hat ein Hengst schon eigene Nachkommen auf der Bahn, richtet sich das Deckgeld zunehmend nach den gezeigten Leistungen seiner Nachkommen. Sind die Nachkommen sehr gut, steigt die Decktaxe, andernfalls bleibt sie unverändert oder fällt.
In den großen Vollblutzuchtländern (Irland, England, Frankreich und den USA) richtet sich die Höhe der Decktaxe zusätzlich noch nach den Auktionsergebnissen, die die Nachkommen des Deckhengstes auf den jüngsten Auktionen erzielt haben. In Deutschland ist der Auktionsmarkt zu klein, als dass er als ein signifikanter Parameter verwendet werden kann.
Außer von diesen Basisparametern wird die Decktaxe noch von vielen anderen Faktoren beeinflusst. Jeder Hengsthalter hat ein großes Interesse daran, dass sein Hengst möglichst viele gute Pferde auf der Rennbahn hat. Gute Pferde zeugt ein Hengst auch dadurch, dass er mit guten Stuten gepaart wird. Deswegen erhalten Stuten mit guten Rennleistungen oder solche, die selbst schon erfolgreiche Nachkommen auf der Rennbahn haben, oft einen Rabatt auf die veröffentlichte Decktaxe. Die Höhe dieses Rabattes richtet sich wiederum nach vielen Faktoren und wird in der Regel individuell ausgehandelt.

### Zahlungsvereinbarungen
Bei verschiedenen Hengsten werden unterschiedliche Zahlungsvereinbarungen für die Decktaxe angeboten. Je weiter die Zahlung nach hinten geschoben wird (näher zur Geburt des Fohlens), umso höher ist der eigentliche Betrag. Der Halter der Stute hat dafür eine größere Gewissheit, dass er auch tatsächlich ein Fohlen erhält. Wird die Decktaxe in zeitlicher Nähe zum Deckakt fällig, ist sie relativ gesehen gering, dafür hat der Stutenhalter das Risiko, dass seine Stute im Verlauf der Trächtigkeit das Fohlen verliert oder das Fohlen tot geboren wird.
Typische Zahlungskonditionen für die Decktaxe:
- 5.000 Euro, 50 % bei der Deckung, 50 % bei positiver Herbst-Untersuchung am 1. Oktober.
- 5.500 Euro, nach positiver Herbst-Untersuchung (Feststellung der Trächtigkeit durch einen Tierarzt) im Oktober
- 6.000 Euro, bei 3 Tage lebenden Fohlen.

In der Vollblutzucht in Deutschland beträgt die Decktaxe für normale Hengste ca. 500 bis 2.500 Euro, für die mittlere Klasse ca. 3.000 bis 6.000 Euro und für gute bis sehr gute Hengste wird eine Decktaxe von 7.000 bis 15.000 Euro fällig, in Einzelfällen auch bis zu 20.000 Euro.
Eine Sonderstellung nahm der Ausnahme-Hengst Monsun in Deutschland ein, für den eine Decktaxe von bis zu 150.000 Euro aufgerufen wurde.
Die genannten Zahlen beziehen sich auf die Decksaison 2007/2008.

## Hundezucht
Bei der Zucht von Hunden ist die Zahlung eines Deckentgelts üblich. Die entsprechenden Vereinbarungen werden vom Besitzer der Hündin und dem Deckrüdenbesitzer getroffen und sind diesen weitgehend freigestellt. Bei Züchtern innerhalb der FCI gibt die Zuchtordnung entsprechende Regelungen vor für den Fall, dass „nationales Recht, Verordnungen der Landesverbände und deren Rassezuchtvereine und -verbände und […] besondere Vereinbarungen“ keine solchen treffen. In dieser Zuchtordnung ist festgelegt, dass der korrekt verlaufene Deckakt die Voraussetzung für die Deckentschädigung ist, unabhängig von einer Trächtigkeit der Hündin. Die Zuchtordnung weist auch auf Vereinbarungen hin, die für den Fall getroffen werden müssen, dass ein Welpe aus dem erwarteten Wurf als Deckgeld vereinbart wird.